# كيلي جيمس (لاعبة هوكي الحقل)
كيلي جيمس (بالإنجليزية: Kelli James) هي لاعب هوكي الحقل أمريكية، ولدت في 16 مارس 1970.

## وصلات خارجية
- كيلي جيمس على موقع أوليمبيديا (الإنجليزية)